# 国士舘大学バイキングス
国士舘大学バイキングス（こくしかんだいがく―）は、国士舘大学の学生による男女バスケットボールチーム（チーム名同一）。男子は関東大学バスケットボール連盟に所属し、女子は関東大学女子バスケットボール連盟に所属。練習拠点は東京都多摩市の多摩キャンパス第1アリーナ。

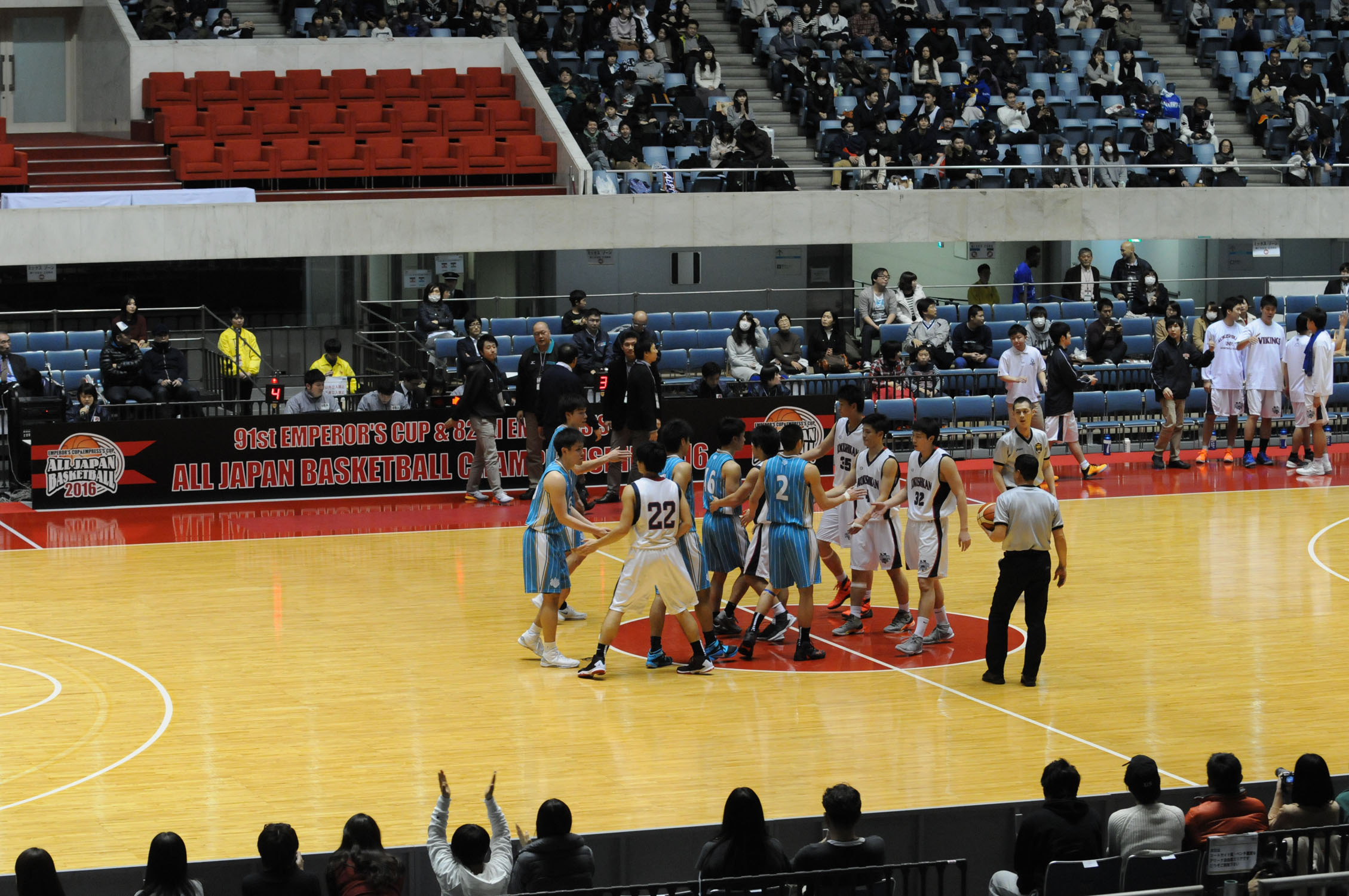
2016年全日本総合バスケットボール選手権大会二回戦、対筑波大学戦。代々木第一体育館にて

監督は小倉一訓。コーチは池田陽人。

## 歴史
- 1956年 創部。
- 1957年　現関東大学バスケットボール連盟に加盟。
- 2008年 関東大学バスケットボール連盟2部。第60回全日本大学バスケットボール選手権記念大会で準優勝。
- 2009年 第84回天皇杯・第75回皇后杯全日本総合バスケットボール選手権大会 ベスト16。
- 2013年 第89回関東大学バスケットボールリーグ戦早稲田大学との入れ替え戦に勝利し1部に昇格。第65回全日本大学バスケットボール選手権大会出場。
- 2014年 第90回関東大学バスケットボールリーグ戦1部6位。第66回全日本大学バスケットボール選手権大会5位。
- 2015年 第91回関東大学バスケットボールリーグ戦1部10位、2部降格。第67回全日本大学バスケットボール選手権大会8位。第90回天皇杯・第81回皇后杯 全日本総合バスケットボール選手権大会出場。
- 2016年　第91回天皇杯・第82回皇后杯 全日本総合バスケットボール選手権大会出場。

## 主な卒業生
- 上原和人
- 小松秀平
- 立花大介
- 吉満孝俊
- 西片翼
- 松島良豪
- 高橋祐二
- 永山雄太
- 伊集貴也
- 徳竹大地